# Ofir Akunis
Ofir Akunis (hebr.: אופיר אקוניס, ur. 28 maja 1973 w Tel Awiwie) – izraelski dziennikarz i polityk, od 2020 do 2021 minister współpracy regionalnej, od stycznia do maja 2020 roku minister pracy i opieki społecznej, w latach 2015–2020 i 2022–2024 minister nauki, technologii i kosmosu, w 2015 minister bez teki, w latach 2013–2015 wiceminister, od 2009 poseł do Knesetu z listy Likudu.

## Życiorys
Urodził się 28 maja 1973 w Tel Awiwie. Pracował jako dziennikarz, rzecznik prasowy, był doradcą Binjamina Netanjahu ds. mediów.
W wyborach parlamentarnych w 2009 po raz pierwszy dostał się do izraelskiego parlamentu. Zasiadał w Knesetach XVIII, XIX i XX kadencji. W trzecim rządzie Binjamina Netanjahu był wiceministrem w Kancelarii Premiera odpowiedzialnym za łączność z parlamentem, a od 9 grudnia 2014 wiceministrem ochrony środowiska. 14 maja 2015 wszedł w skład czwartego rządu Netanjahu początkowo jako minister bez teki, 2 września zastąpił Danny’ego Danona na stanowisku ministra nauki, technologii i kosmosu.
W wyborach w kwietniu 2019 uzyskał reelekcję.
Od 29 grudnia 2022 do 18 marca 2024 pełnił funkcję ministra nauki, technologii i kosmosu w IV rządzie Binjamina Netanjahu. 

## Życie prywatne
Jest żonaty, ma dwoje dzieci.